# Neoselenaspidus sefanae
Neoselenaspidus sefanae är en insektsart som först beskrevs av Mamet 1954.  Neoselenaspidus sefanae ingår i släktet Neoselenaspidus och familjen pansarsköldlöss.
Artens utbredningsområde är Madagaskar. Inga underarter finns listade i Catalogue of Life.